# Pyrausta polygamalis
Pyrausta polygamalis is een vlinder uit de familie van de grasmotten (Crambidae), uit de onderfamilie van de Pyraustinae. De wetenschappelijke naam van deze soort is voor het eerst voorgesteld als Botys polygamalis door Pieter Snellen in een publicatie uit 1875.
De soort komt voor in Colombia en Ecuador.